# Vadfalya
Vadfalya es una ciudad censal situada en el distrito de Nandurbar en el estado de Maharashtra (India). Su población es de 6093 habitantes (2011). Se encuentra a 55 km de Nandurbar.

## Demografía
Según el censo de 2011 la población de Vadfalya era de 6093 habitantes, de los cuales 3212 eran hombres y 2881 eran mujeres. Vadfalya tiene una tasa media de alfabetización del 79,49%, inferior a la media estatal del 82,34%: la alfabetización masculina es del 86,56%, y la alfabetización femenina del 71,64%.